# Métodos (canción)
Métodos es una canción perteneciente al grupo de rock y new wave argentino Suéter. Forma parte  de su primer álbum homónimo editado en el año 1982. 

## Interpretación
La letra refiere a la forma de seducir y conquistar mujeres a través de los tipos de metodología de la elegancia y presencia por parte del hombre.  Este tema sería una de las características del lado  humorístico de la banda, con letras graciosas y  bailables.

## Músicos
- Voz y Teclados: Miguel Zavaleta
- Bajo: Gustavo Donés
- Guitarra: Jorge Minissale
- Teclados: Juan del Barrio
- Batería: Lucio Mazaira